# Office central de la coopération à l'école
 (septembre 2023).
- Si vous ne connaissez pas le sujet, laissez ce bandeau (vous pouvez alors contacter les auteurs).
- Si vous supprimez le contenu mis en cause (vous pouvez préalablement contacter les auteurs),

argumentez précisément cette suppression dans la page de discussion
(un manque de référence n'est pas un argument ; une recherche réelle de référence doit avoir été effectuée, être formellement documentée).
 (septembre 2023).

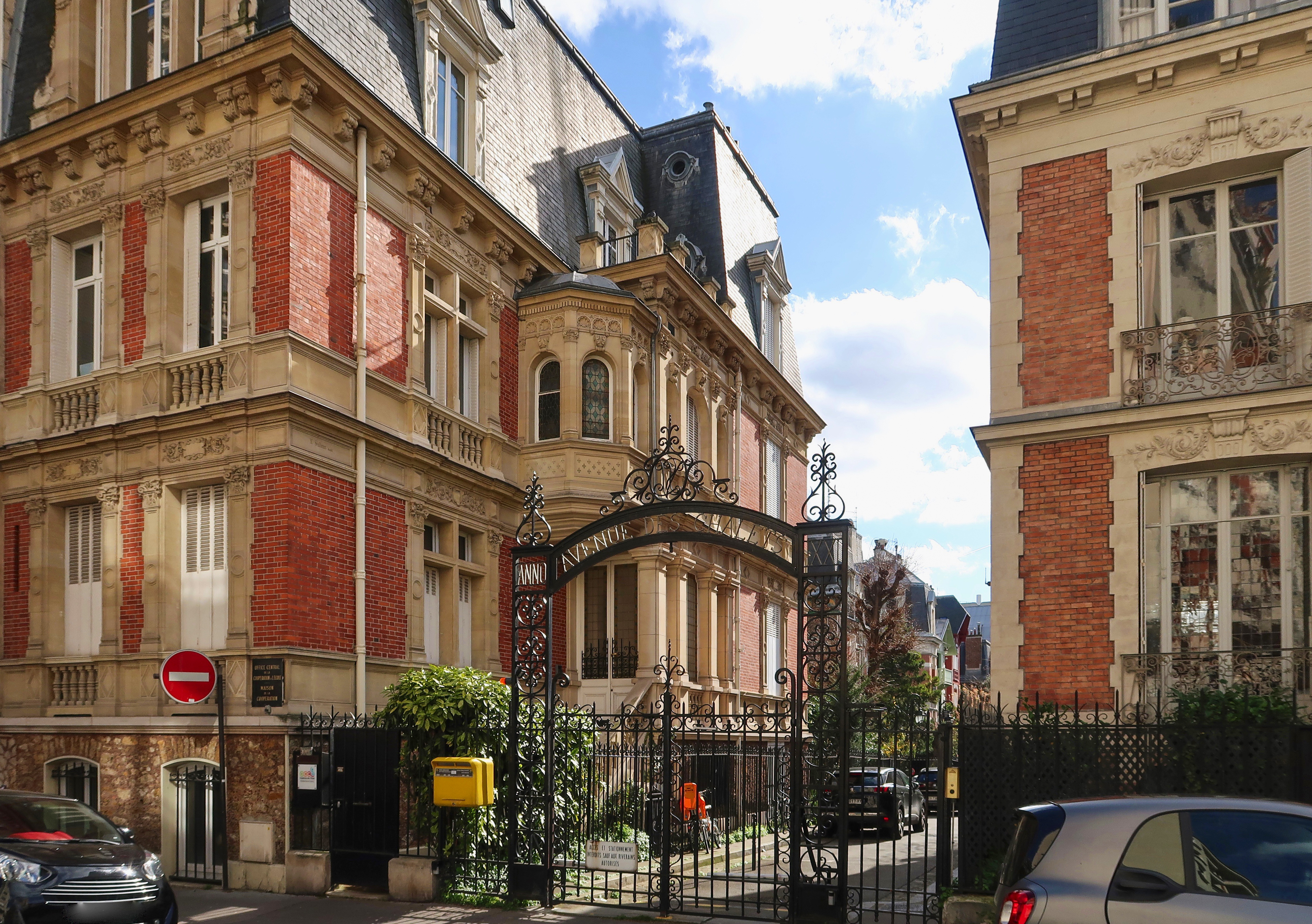
Office central de la coopération à l'école, 1 avenue des Chalets

L'Office Central de la Coopération à l'École (OCCE) est un mouvement pédagogique français, de statut associatif et autonome, qui développe au sein des écoles et établissements de l'Éducation Nationale les valeurs de la coopération et de la Pédagogie coopérative. Son objectif est de mettre en actes une philosophie éducative caractérisée par les valeurs de solidarité, de respect des identités, du partage de l'information et des responsabilités, de l'exercice effectif de la démocratie à l'école par les enfants et les jeunes.
Afin de poursuivre cet objectif, cette association donne aux enseignants et aux élèves qui le souhaitent, le support légal qui leur permet d'ouvrir une coopérative et de gérer de l'argent sur le temps scolaire, dans le but de mener à bien des projets votés en conseil de coopérative. 
L'OCCE propose également aux enseignants des temps de formations à la pédagogie coopérative et des animations en classes, auprès des enfants. Les classes coopératives affiliées peuvent participer à plusieurs projets coopératifs (sur le plan national ou départemental), et bénéficier du prêt gratuit de matériel pédagogique.
L'OCCE est membre du Comité de liaison des mouvements pédagogiques (CLIMOPE)

## Historique[1]
- 1814 : École mutuelle.
- 1898 : Le président de la mutualité française évoque la possibilité d'une coopération et d'une mutualité scolaire.
- 1928 :Création à Tours de la première structure qui deviendra l'OCCE (l’Office Central des Coopératives Scolaires), à l'initiative de trois départements : Nièvre, Charentes, Indre-et-Loire.

La première idée de la coopération scolaire, c'était la solidarité économique, avant-même de devenir une démarche pédagogique et éducative.

- 1929 : Transformation en Office Central de la Coopération à l’École.
- 1948 : Création de l'OCCE, Jean de Saint-Aubert définit ce qu'est la coopérative scolaire :  "Une société d'élèves gérée par eux-mêmes avec l'aide de leurs maîtres".
- 1968 : L'OCCE est reconnue d'utilité publique.
- 1976 : Création du bimestriel Animation & Éducation.
- 1988 : L'association unitaire nationale devient Fédération Nationale, regroupant 102 associations départementales

( 45 000 coopératives; 3 500 000 élèves).

- 1992 : Agrément au titre “Association jeunesse et éducation populaire".

L'histoire de l'OCCE fut liée, dès ses débuts, à l'histoire politique, sociale et démocratique du pays.

## La pédagogie coopérativeet l'OCCE

### Les objectifs de la coopération à l'école
Système économique et social à ses origines, la coopération ("association volontaire d'usagers ou de producteurs au sein d'une entreprise commune, gérée par eux-mêmes, sur la base de l'égalité de leurs droits et obligations, dans le but, non de réaliser un profit, mais de se rendre service") devient base d'une pédagogie visant à :
- développer l'autonomie
- favoriser des relations interpersonnelles positives
- remplacer la compétition par l'entraide
- susciter des habilités sociales basées sur des valeurs de partage et de conciliation
- stimuler la pensée créatrice
- encourager une plus grande prise de responsabilité de l'élève dans l'acquisition de ses apprentissages
- former les élèves au travail d'équipe en atténuant les inégalités

La pédagogie coopérative est donc une pédagogie de collaboration du maître et des élèves, et des élèves entre eux, au sein d'équipes de travail où la responsabilité, la solidarité et l'entraide permettent à l'enfant de se construire individuellement au sein d'un groupe, sans être dépersonnalisé. L'enfant est alors considéré comme citoyen de la société "classe", capable de participer à l'élaboration de ses connaissances en coopération avec l'enseignant et ses pairs.
Concrètement, au sein de l'école et de la classe, la coopération procède d'un fonctionnement démocratique par la mise en place de réseaux de communication réelle, la prise en compte de tous les points de vue, des discussions et décisions prises par des instances définies, reconnues et acceptées par les élèves (lors d'un conseil de coopérative par exemple).

### La pédagogie de projet et la coopérative: des projets d'abord, de l'argent ensuite
- Chronologie de la réalisation d'un projet coopératif avec les élèves :

Idées, suggestions, demande de régulation de conflits de la part des élèves → mise en place d'un conseil coopératif en réponse aux demandes → élaboration collective de projet au sein du conseil → recherche de financement de la part du groupe → utilisation de la coopérative afin de financer légalement les projets → discussion et régulation lors des conseils de coopérative. 
- développement des différentes étapes :

La vocation de l'OCCE est de favoriser et de promouvoir l'application des valeurs coopératives au sein des établissements de l'Éducation nationale, l'objectif étant de favoriser la réussite de chacun par le travail de tous. La vie en collectivité suscite des questions, parfois des conflits, elle permet la concrétisation d'idées grâce à la coopération de tous.
Afin de répondre à ces questions, d'aider à la gestion des conflits et permettre au groupe de transformer les idées en actions, les élèves s'organiseront en "micro-société", première association démocratique, régulée par un « conseil coopératif » au sein du groupe-classe, qui élaborera les « lois » (règles de vie) et décidera des projets à mettre en œuvre avec le soutien des enseignants. À l'échelle de l'établissement, des projets communs pourront être conduits, grâce à la délégation (conseil des délégués de classe).
Les projets ainsi décidés, nécessiteront sans doute, la recherche de financements que le groupe, par son travail, essaiera de réunir : Des projets d'abord, de l'argent ensuite. L'argent récolté devant être géré légalement en classe avec les élèves et l'utilisation de "caisses noires " étant interdites, une coopérative affiliée à l'OCCE constituera ensuite le support légal permettant de financer les projets. Le conseil coopératif prendra alors le nom de conseil de coopérative, l'argent de la coopérative et son utilisation constituant le moyen nécessaire à la finalisation des projets. Chaque membre du conseil pourra s'y exprimer librement sur l'avancement des différentes actions mise en œuvre.

### Le conseil de coopérative: un outil pour développer des compétences
En fonction de la nature des différents projets, les décisions du conseil induiront l'utilisation par les élèves de compétences présentes dans les instructions officielles de l'Éducation nationale.
Grâce à la gestion de la coopérative, les enfants seront par exemple initiés à la gestion, progressivement et en fonction de leur âge, (ce qui nécessite l'acquisition et l'utilisation de compétences mathématiques présentes dans les Instructions officielles), lors d'un projet de classe découverte, ils devront apprendre à rédiger une lettre, etc. L'enfant est alors acteur de ses apprentissages puisqu'il prend conscience qu'il doit développer ces compétences dans un objectif de réussite du projet. L'acquisition n'est plus subie, mais motivée et vécue.
Mais le conseil de coopérative est avant tout une éducation pratique et vivante, à la responsabilité et à la citoyenneté. En effet, il procède d'un fonctionnement démocratique dans la mesure où chaque enfant y a droit à la parole, à la liberté d'expression, au respect des autres et au vote. De plus la création d'un conseil résulte d'un besoin réel des enfants et c'est un lieu d'écoute, de débat, de prise de décision réelles, de partage et de prises de responsabilités. Chaque conseil aura un bureau constitué d'un président, trésorier et secrétaire, qui sont des élèves élus par le conseil et chargés de mener à bien chaque séance.
L'enseignant est un membre du conseil, il participe aux débats mais reste le garant de la sécurité de chaque enfant : conseiller, il guide les débats tout en laissant un réel pouvoir de décision aux élèves. Il prévient les débordements (pendant la gestion de conflits par exemple) sans empêcher les enfants de prendre des initiatives.

## Ouvrir une coopérative OCCE à l'école: devoirs, financement et utilisation

### Un support légal: fonctionnement de l'OCCE
Depuis 1948, une circulaire du Ministère de l'Éducation nationale préconise la création dans tous les établissements scolaires de coopératives : « sociétés d'élèves gérées par eux-mêmes avec l'aide de leurs enseignants ».
Lorsque l'on veut pouvoir utiliser de l'argent en classe (sur le temps scolaire), ouvrir une coopérative, il faut le faire légalement, en respectant certaines procédures : la coopérative doit dépendre d'une association (déclarée en préfecture), il faut obtenir l'agrément CRAECEP (Conseil Régional des Associations Educatives Complémentaires de l'Enseignement Public). La majorité des enseignants choisit alors de se tourner vers des associations déjà existantes (comme l'OCCE ou l'USEP) qui leur fournissent le support légal pour gérer de l'argent sur le temps scolaire. L'OCCE est l'un des supports légaux qui permettent aux enseignants et à leurs élèves de créer une coopérative au sein de leur établissement. Chaque coopérative de classe ou d'école est autonome, mais fait partie de l'association OCCE.
Reconnue d'utilité publique depuis 1968, cette association est depuis 1989 une fédération qui regroupe plus de  4 200 000 jeunes au sein de 50 000 coopératives affiliées dans 101 associations départementales. 
L'OCCE, "du plus grand au plus petit" : 
Fédération Nationale → associations départementales → coopératives dans les établissements → élèves et enseignants coopérateurs.
Chaque association départementale tient son assemblée générale qui élit son conseil d'administration. Celui-ci choisit un bureau en son sein. Les administrateurs sont des enseignants de l'école publique bénévoles et des responsables d'associations laïques cooptés.

### Devoirs de chaque coopérative
Dans les établissements scolaires, la création d'une coopérative peut-être suggérée mais jamais imposée, elle doit se constituer librement par élections, ce qui immerge les élèves dans la pratique active de la démocratie au sein de leur classe ou école.

Il est possible d'ouvrir une coopérative d'école, une coopérative dans chaque classe ou bien les deux.
L'argent provient de la vente de calendriers OCCE, de journaux de classe, de travaux réalisés en classe, donations des parents d'élèves (toujours non-obligatoires) etc.
La coopérative de classe ou d'école est une section de l'association départementale. Pour rester dans la légalité, l'enseignant doit donc :
- demander son affiliation à son association départementale (l'affiliation de chaque enfant est payante et la solidarité doit permettre à chaque enfant d'être affilié),
- composer un bureau d'enfant en primaire, un bureau d'adulte en maternelle,
- tenir un livre de comptabilité et un registre d'inventaire des biens,
- envoyer le compte-rendu d'activités et le compte-rendu financier à l'association départementale,
- présenter, sur leur demande, les documents de la coopérative au président de l'association départementale et à l'inspecteur de l'Éducation nationale.

### Utilisation de l'argent de la coopérative
Les coopératives scolaires regroupent les élèves d'une école dans un but pédagogique. Il n'appartient pas à celles-ci de se substituer aux communes pour le règlement des dépenses dont elles ont la charge (La coopérative sert les projets des élèves, elle ne doit pas servir à l'achat de fournitures de début d'année ou uniquement pallier un manque de budget accordé par la mairie). La coopérative ne remplace donc pas la caisse des écoles, puisque ce sont les élèves, coopérateurs, qui gèrent son utilisation dans le but de mener à bien leurs projets.

## Les projets coopératifs
Par le biais de ses associations départementales, la Fédération nationale de l'OCCE propose aux enseignants et aux élèves de participer à plusieurs projets coopératifs : 
- Étamine, jeunes auteurs et lecteurs de l'OCCE Etamine
- Théâ : le théâtre, un projet coopératif Théâ
- Écoles fleuries Écoles fleuries
- Festival vidéo scolaire Vidéo
- Semaine de la coopération à l'école coopération à l'École
- Droits de l'enfant, la convention s'installe à l'école 
 Droits de l'enfant

Beaucoup d'associations départementales  proposent également du matériel en prêt gratuit (en liaison ou non avec les projets coopératifs nationaux), des formations, des aides financières aux projets, de l'aide comptable et des animations dans les classes.

## Sources